# Projecte RepRap
El Projecte RepRap és un projecte amb l'objectiu de crear una màquina autorreplicable que pot ser usada per a prototipatge ràpid i manufactura. Una màquina de prototipatge ràpid és una impressora 3D que és capaç de fabricar objectes en tres dimensions sobre la base d'un model fet en ordinador.

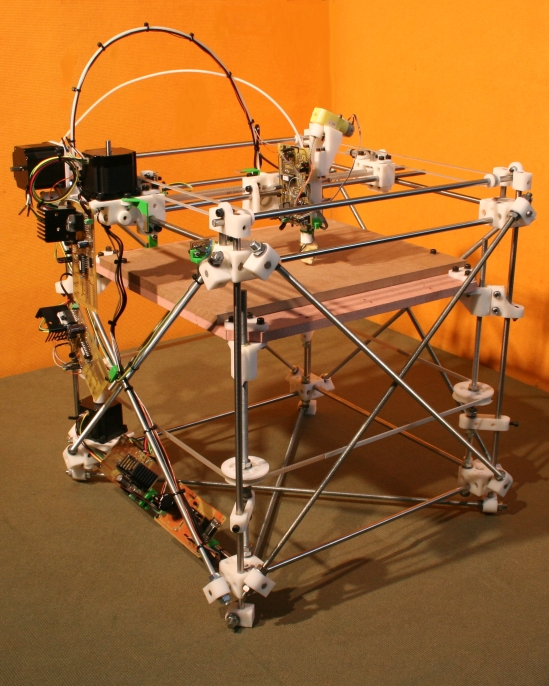
Primera versión de RepRap (Darwin)

L'autor del projecte descriu l'autoreplicació com l'habilitat de produir els components necessaris per a construir una còpia de si mateix, sent aquesta una de les metes del projecte. L'autoreplicació distingeix el projecte RepRap d'altres similars com l'anomenat Fab@home.
A causa del potencial de l'autoreplicació de la màquina, el creador visiona la possibilitat de distribuir màquines RepRap a persones i comunitats, permetent-los crear (o descarregar d'Internet) productes i objectes complexos sense la necessitat de maquinària industrial costosa. Addicionalment RepRap demostra evolució i creixement en gran quantitat. Això, li va donar a RepRap el potencial de convertir-se en una tecnologia disruptiva, similar a unes altres que han anticipat baixos costos en tecnologies de fabricació.

## Intencions
La principal meta del projecte RepRap és produir un aparell autèntic autorreplicable no per al propi projecte, sinó per a posar-lo en mans d'individus de qualsevol part del planeta amb una mínima inversió de capital. Això permetria el desenvolupament d'un sistema de fàbrica d'escriptori que permetria a qualsevol persona la fabricació d'objectes per a la seva vida quotidiana.
La naturalesa autorreplicativa de RepRap podria facilitar la disseminació viral de la impressora, a més d'afavorir una revolució en el disseny i fabricació de productes, des de la producció comercial d'articles sota patent fins a l'escala personal, basada en llicències lliures. Obrint la possibilitat de dissenyar i manufacturar productes a qualsevol persona, deuria en gran manera reduir el cicle de treball per a les millores de productes i donar suport a una major diversitat de nínxols de productes major que la capacitat actual de producció de les fàbriques.
Des d'un punt de vista teòric, el projecte intenta provar la següent hipòtesi:
el Prototipatge Ràpid i tecnologies d'escriptura directa ("direct writing" en anglès) són prou versàtils per a permetre ser usades en la creació d'un Constructor Universal.